# Pheidologeton maccus
Pheidologeton maccus é uma espécie de formiga do gênero Pheidologeton, pertencente à subfamília Myrmicinae.